# Heliotropium eggersii
Heliotropium eggersii är en strävbladig växtart som beskrevs av Ignatz Urban. Heliotropium eggersii ingår i Heliotropsläktet som ingår i familjen strävbladiga växter. Inga underarter finns listade i Catalogue of Life.